# Depapepe
Depapepe  (también estilizado como DEPAPEPE y en japonés: デパペペ) es una banda japonesa de música acústica y música instrumental formada en el 2002 por el dúo Miura Takuya "Depa" y Tokuoka Yoshinari "Pepe", El grupo y dúo únicamente utiliza guitarras acústicas para hacer composición de sus canciones.
Si bien Depapepe nunca llegó a un éxito comercial, mas si de forma independiente y en algunas de las escenas de la música que componen, actualmente Depapepe está considerado como un grupo de culto. El estilo de Depapepe se diversifica en música instrumental, música acústica y también se encuentra del rock su estilo musical en las influencias del grupo.
La música de Depapepe ha sido utilizada en diversos openings de anime, uno de sus más conocidos fue del anime Honey and Clover.

## Integrantes

### Formación actual
- Miura Takuya "Depa" - guitarra acústica (2002 - actualmente)
- Tokuoka Yoshinari "Pepe" - guitarra acústica (2002 - actualmente)

## Discografía

### Álbumes de estudio
La discografía de Depapepe es diversa, ya que no tienen un establecido número de álbumes publicados por el grupo, Sin embargo, se muestran los que se han comprobado que sean álbumes de estudio realizados por el grupo, aun así sin tener un número contado de álbumes de estudio oficiales.
- 2005: "Let's Go!!!" (Sony Music Entertainment Japan)
- 2006: "Ciao! Bravo!!" (Sony Music Entertainment Japan)
- 2007: "Beginning of the Road ～Collection of Early Songs～" (Sony Music Entertainment Japan)
- 2008: "Hop! Skip! Jump!" (Sony Music Entertainment Japan)
- 2008: "Drive! Drive!! Drive!!!"' (Sony Music Entertainment Japan)
- 2009: "Do!" (?)
- 2009: "Depacla II" (Sony Music Entertainment Japan)
- 2011: "One" (?)
- 2012: "Acoustic & Dining" (Sony Music Entertainment Japan)
- 2017: "Colors" (Sony Music Entertainment Japan)
- 2018: "Pick Pop! ～J-Hits Acoustic Covers～" (Sony Music Entertainment Japan)

### EPs
- 2005: "Hi! Mode!!" (miniálbum) (Sony Music Entertainent Japan)

### Recopilaciones
- 2004: "Acoustic Friends"
- 2004: "Sky! Sky! Sky!"
- 2004: "Passion of Gradation"
- 2006: "6 Color Rainbow - Video Clips Vol. 1" (DVD)
- 2006: "Ciao! Bravo!! The Movie!!! - DEPAPEPE meets Digital Hollywood" (DVD)
- 2007: "ほろり二人旅 2007" (en japonés) (DVD)
- 2009: "DEPAPEPEデビュー５年記念ライブ「Merry 5 round」日比谷野外大音楽堂　2009年5月6日" (DVD)